# امانوئلا پروپیزیو
امانوئلا پروپیزیو (به انگلیسی: Emanuele Propizio) (زاده ۳۰ دسامبر ۱۹۹۱) بازیگرایتالیایی است.
از فیلم‌های معروف او می‌توان به بازی در فیلم راهنمای عشق ۳ و کریسمس در ریو اشاره کرد.